# رابرت لاول
رابرت لاول (انگلیسی: Robert Lowell؛ ۱ مارس ۱۹۱۷ – ۱۲ سپتامبر ۱۹۷۷) یک شاعر، و پدیدآور اهل ایالات متحده آمریکا بود.
وی همچنین برنده جوایزی همچون کمک هزینه گوگنهایم شده است.